# Кадровые
Ка́дровые — распространённое среди старообрядцев уничижительное обозначение всех представителей власти.
Вероятно, связано с старообрядческими представлениями о Российском и Советском государствах после раскола как о «чувственном (или коллективном) антихристе». Отсюда опасение представителей ряда согласий попасть в любые списки антихристовой власти, будь то клировые ведомости, ревизские сказки или списки избирателей. В особенности термин был распространён у представителей часовенного согласия.
Кроме того, с представлением о «кадровых» связано понятие «мирщения» как осквернении себя в общении с «мирскими» (то есть не старообрядцами). Оскверниться можно даже через совместное принятие пищи или же использование посуды, которой пользовался не старообрядец.
Само название «кадровые» указывает на тесную связь с советскими временами. Так считает историк Н. Н. Покровский, указывая, что термин «кадровые» (или «штатные») появляется в официальных документах (епитимийнике) часовенных староверов примерно с 1969 года, и характеризует служителей «антихристова государства», работающих в любых советских и партийных учреждениях. Согласно этому документу, с «кадровыми», точно так же, как с остальными «мирскими», запрещалось смешиваться в еде и посуде, нельзя было даже ходить к ним в гости. За нарушение этого правила следовали церковные наказания. Бывший «кадровый» мог быть принят в общину только после суровой епитимии. Есть сведения об употреблении этого термина и ранее середины XX века.
С проблемой «штатных» были связаны такие серьёзные для старообрядцев вопросы, как отношение к вступлению в колхоз, а, в особенности, к получению государственных пенсий, которое начиная со второй половины XX века тоже считалось «мирщением». Есть свидетельства сопротивления некоторых старообрядцев слишком жестоким мерам наказания против пенсионеров. Известны также примеры послаблений для осквернивших себя общением с «кадровыми», которым разрешалось остаться в общине и присутствовать на богослужении, несмотря на то, что запрет на «смешивание в пище» сохранился.
Термин «кадровые» употреблялся как минимум до 1990-го года; на соборе часовенных в декабре 1990 года: «Духовным лицам неприлично быть пенсионерам, и также кадровым, работающим по заявлению».